# رايموند ستيوارت
رايموند ستيوارت (15 نوفمبر 1944 في نيوزيلندا - ) (بالإنجليزية: Raymond Stewart)‏ هو لاعب كريكت نيوزلندي.

## وصلات خارجية
- رايموند ستيوارت على موقع إي آس بي آن كريك إنفو (الإنجليزية)